# پرسه در مه
پرسه در مه سومین فیلم سینمایی بهرام توکلی و ساخت سال ۱۳۸۸ ایران است.

## بازیگران
- شهاب حسینی در نقش امین
- لیلا حاتمی در نقش رویا
- مسعود رایگان در نقش استاد
- احمد ساعتچیان در نقش کارگردان

## خلاصه فیلم
امین که آهنگ‌ساز و نوازندهٔ پیانو است، پس از ازدواج با رؤیا بازیگر تئاتر، با مشکلات زیادی روبه‌رو می‌شود که زندگی آنان را تحت‌الشعاع قرار می‌دهد تا جایی که کارش را رها می‌کند، همسرش را از دست می‌دهد و دچار وضعیت نامتعادلی می‌شود.